# 繁藤郵便局
繁藤郵便局（しげとうゆうびんきょく）は、高知県香美市にある郵便局。民営化前の分類では無集配特定郵便局であった。

## 概要
住所：〒789-0585 高知県香美市土佐山田町繁藤ヒトキダ1827-3
かつては集配郵便局であったが、2006年（平成18年）に集配業務を土佐山田郵便局および大豊郵便局へ移管し、無集配郵便局となった。

## 沿革
- 1958年（昭和33年）4月1日 - 天坪（あまつぼ）郵便局から繁藤郵便局に改称[1]。
- 1967年（昭和42年）2月26日 - 馬瀬郵便局から和文電報配達業務を移管。
- 1973年（昭和48年）10月24日 - 電話交換業務を土佐山田電報電話局に移管。
- 2000年（平成12年）8月1日 - 馬瀬郵便局の廃止に伴い、取扱事務を承継。
- 2006年（平成18年）9月11日 - 土佐山田郵便局へ集配業務を移管、無集配局となる[2]。
- 2007年（平成19年）10月1日 - 民営化。
- 2012年（平成24年）10月1日 - 日本郵便株式会社発足。

## 取扱内容
- 郵便、印紙、ゆうパック
- 貯金、為替、振替、振込、国債
- 生命保険、バイク自賠責保険
- ゆうちょ銀行ATM

## 周辺
- 香美市役所 繁藤出張所
- 香美市立繁藤小学校
- 香美市立繁藤中学校
- 穴内川
  - 穴内川ダム
  - 四国電力平山発電所

## アクセス
- JR土讃線 繁藤駅から南西へ約1.6km（徒歩約19分）
- 嶺北観光自動車繁藤橋バス停下車
- 高知自動車道 大豊ICから南へ約14km、南国ICから北東へ約11km
- 国道32号沿い
- 駐車場あり：2台